# Майкъл Тътъл
Майкъл Джоузеф „Майк“ Тътъл (на английски: Michael Joseph "Mikey" Teutul, р. 21 ноември 1978) е американски мотоциклетен дизайнер в компанията Ориндж Каунти Чопърс, поддържа официалната интернет страница на компанията.
Заедно с баща си Пол Тътъл-старши и Пол Тътъл-младши са главни действащи лица в популярното телевизионно реалити шоу Американски чопър, предавано по Discovery Channel.